# Церква Трійці (Бостон)
Церква Трійці в Бостоні (англ. Trinity Church in the City of Boston) — парафіяльна церква Массачусетської єпархії Єпископальної церкви, розташована в бостонському районі Бек-Бей.

## Історія
Після того, як колишня будівля церкви на Саммер-стріт згоріла під час Великої Бостонської пожежі у 1872 році, нинішню церкву побудували на площі Арт-сквер (сьогодні — Коплі-сквер) під керівництвом проповідника Філіпса Брукса. Будівлю нової церкви спроєктував архітектор Генрі Гобсон Річардсон і її збудовано в неороманському стилі у період з 1872 по 1877 роки. При будівництві храму використовувався граніт з Монсона та пісковик з Лонгмедоу. Розписи стін та вікон церкви виконав художник Джон Ла Фарж.
1 липня 1970 року бостонську Церкву Трійці було внесено в Національний реєстр історичних місць США під номером 70000733, а 30 грудня 1970 року вона отримала статус Національної історичної пам'ятки США.

## Галерея

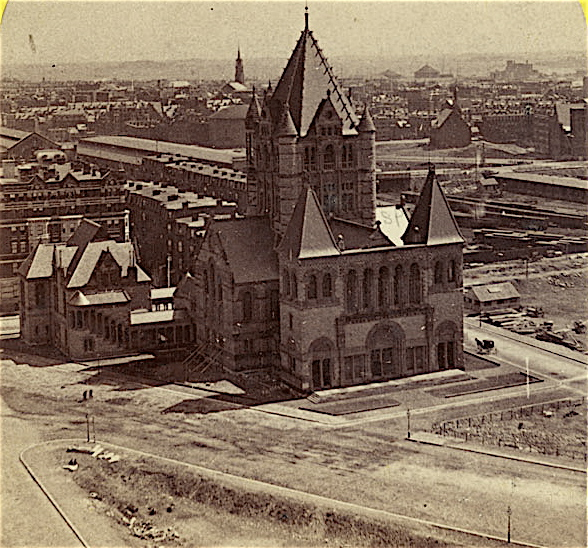
Будівництво церкви, 1875 рік
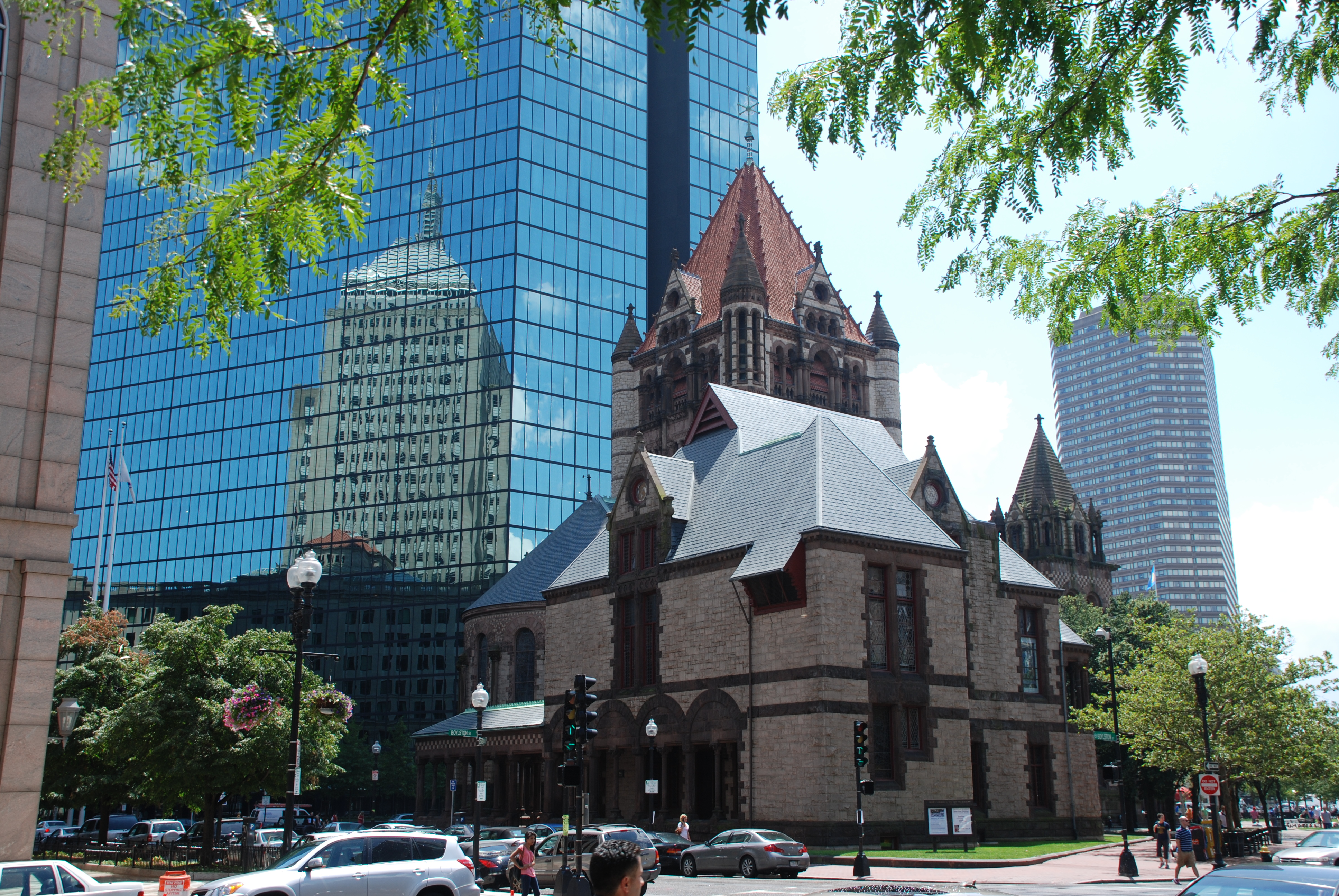
Вид на Церкву Трійці з вулиці Бойлстон
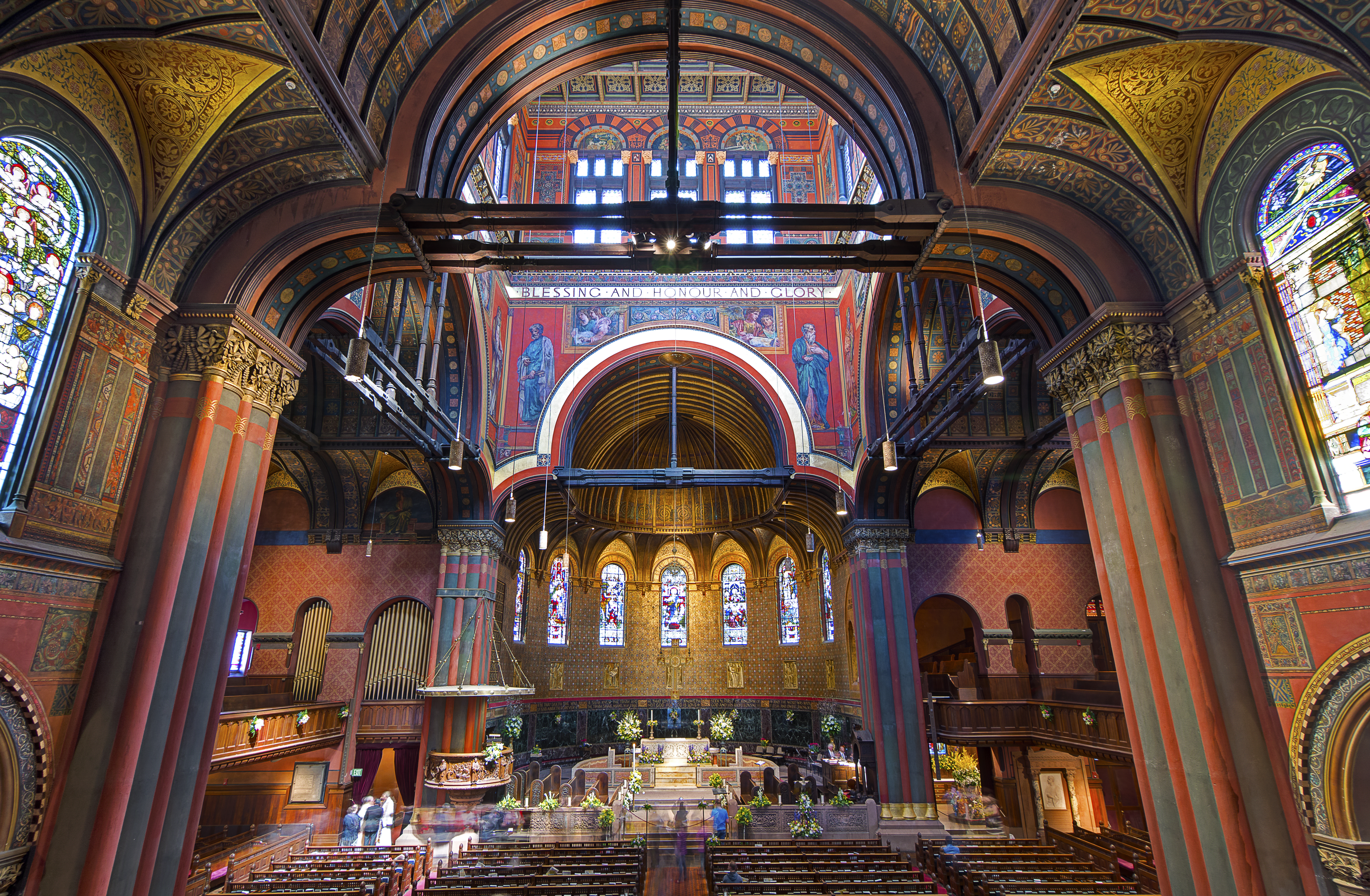
Інтер'єр
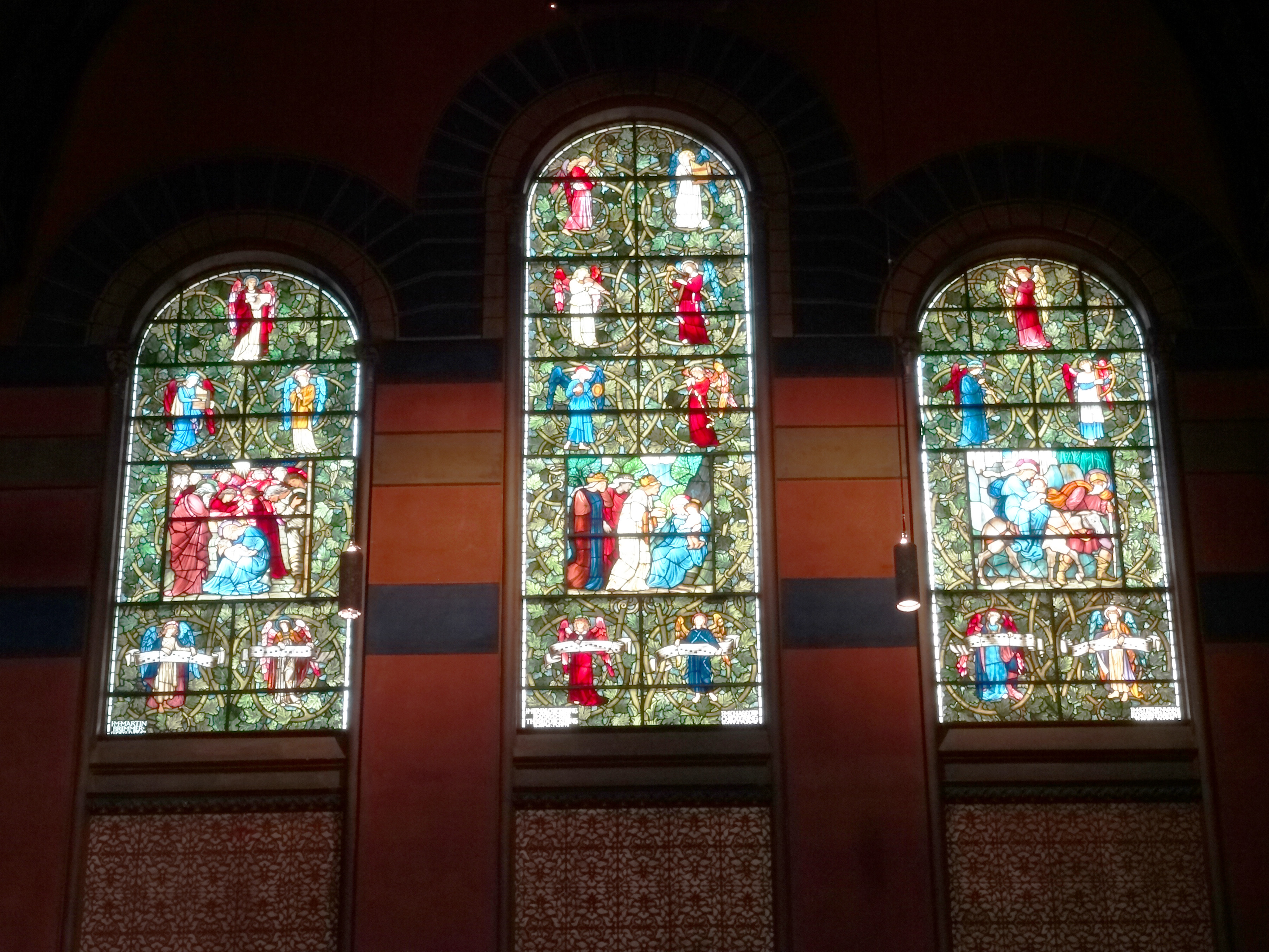
Вітражі
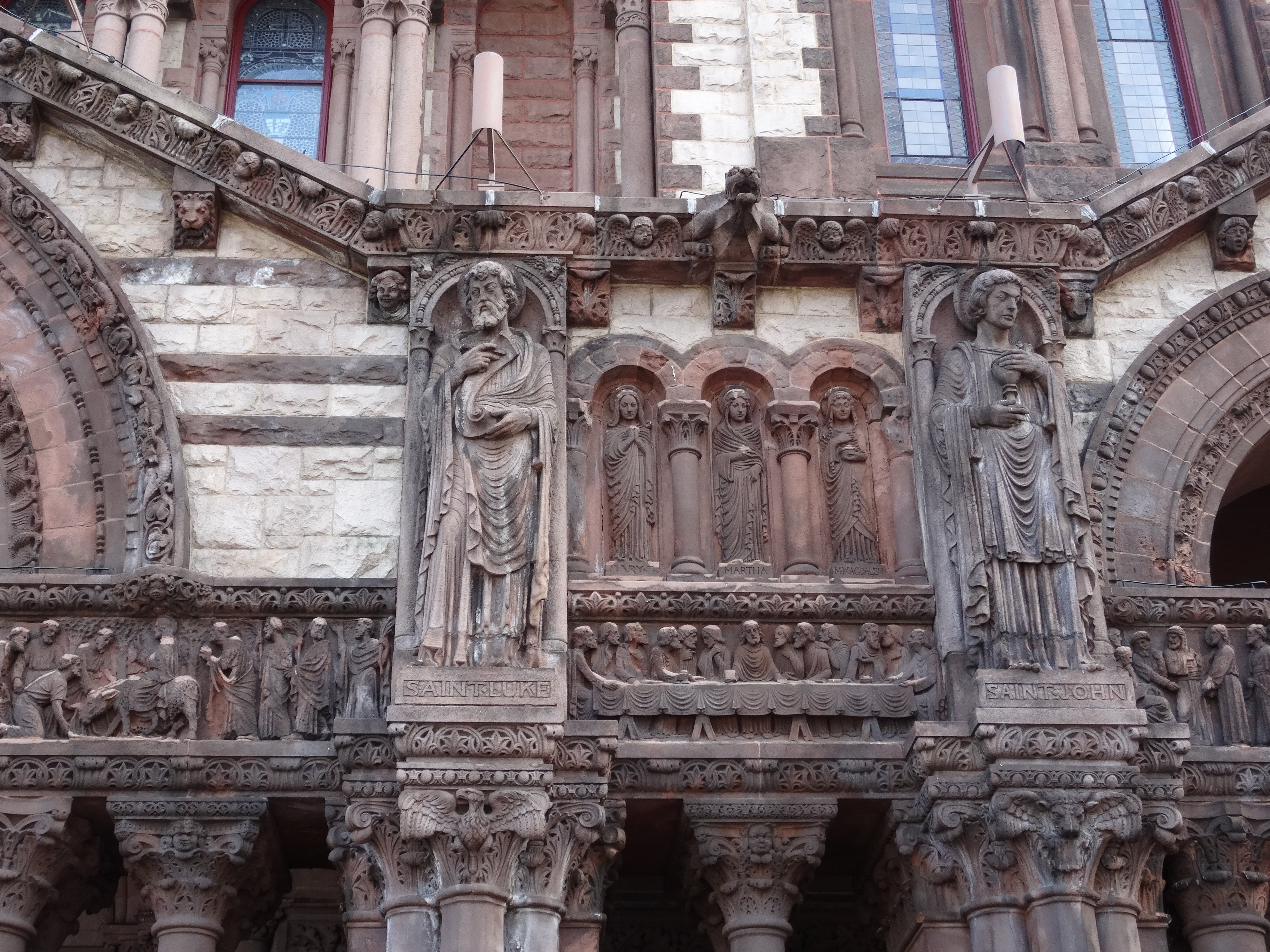